# Gletscherhorn
El Gletscherhorn (3.983 m) es una montaña de los Alpes berneses, situada en el límite entre los cantones suizos de Berna y Valais. Forma el borde oriental del Muro de Lauterbrunnen, al sur del Jungfrau.